# Mark-Anthony Turnage
Pour les articles homonymes, voir Turnage.
Mark-Anthony Turnage CBE (Corringham, 10 juin 1960) est un compositeur anglais.

## Biographie
Turnage est né à Corringham dans l'Essex. Il étudie d'abord avec Oliver Knussen, John Lambert et plus tard avec Gunther Schuller. Il est également fortement influencé par le jazz, en particulier par la musique de Miles Davis.
Turnage a composé nombre d'œuvres orchestrale et musique de chambre, et deux opéras largement joués : Greek, est le premier de ceux-ci, monté en 1988, à la Biennale de Munich; il est basé sur l’adaptation de Steven Berkoff d’Œdipe roi ; « The Silver Tassie », donné pour la première fois en 2000, est l’adaptation de la pièce de Seán O'Casey. Ses autres œuvres comprennent notamment « Three Screaming Popes » (d'après les peintures de Francis Bacon), « Your Rockaby » (un concerto pour saxophone et orchestre), un concerto pour deux violons intitulé « Shadow Walker » et « Yet Another Set To », un concerto pour trombone et orchestre, dédié à Christian Lindberg. « Blood on the Floor » (1993–1996), pour quatuor de jazz et grand orchestre, contient neuf parties avec en commun le thème de la toxicomanie, la section intitulée « Elegy for Andy », étant une lamentation pour le frère de Turnage, mort d'une overdose d'héroïne.
En 1990, Turnage est nommé premier compositeur de Radcliffe, en association avec le Orchestre symphonique de  Birmingham. En 2006, Turnage est nommé co-compositeur-en-résidence de l'Orchestre symphonique de Chicago, avec le compositeur argentin Osvaldo Golijov.
À l'automne 2005, il est nommé chercheur en composition au Royal College of Music.  En 2015, il est nommé Commandeur de l'Ordre de l'Empire britannique (CBE) pour ses services à la musique

## Œuvres
Turnage est un compositeur très prolifique.

### Solos
- An Aria (with Dancing) (2004), pour trompette
- Ah, Quegli Occhi! (2006), pour  saxophone soprano
- Air with Variations (2007), pour guitare
- Cradle Song (2009), pour clarinette
- Leap (2010), pour clarinette

### Musique de chambre
- On All Fours (1985), pour ensemble de chambre
- Release (1987), pour saxophone soprano, saxophone alto, clarinette basse, trompette, trombone, percussion, piano et contrebasse
- Kai (1989–1990), pour violoncelle et ensemble
- Three Farewells (1989–1990), pour flûte, clarinette basse, harpe et quatuor à cordes
- Set To (1992–1993), pour cuivres
- This Silence (1992–1993), pour clarinette, basson, cor et quatuor à cordes
- Blood on the Floor (1993–1996), pour quatuor jazz et grand ensemble
- Barrie's Deviant Fantasy (1995), pour quatuor à cordes et sifflets
- Bass Invention (1999–2000), pour contrebasse et ensemble
- Cantilena (2001), pour quintette de hautbois
- Snapshots (2002), pour grand ensemble
- Crying Out Loud (2003), pour grand ensemble
- A Short Procession (2003), pour trio avec piano
- Eulogy (2003), pour alto et petit ensemble
- No Let Up (2003), pour ensemble
- A Fast Stomp (2004), pour trio avec piano
- A Few Serenades (2004), pour violoncelle et piano
- A Slow Pavane (2004–2005), pour trio avec piano
- Bleak Moments (2005), pour cor et quatuor à cordes
- Fanfare (from all sides) (2006), pour ensemble de cuivres
- Returning (2006), pour sextuor à cordes
- Tango (2007), pour ensemble
- Out of Black Dust (2007–08), pour ensemble de cuivres
- Four Chants (2008), pour violon et piano
- Twisted Blues with Twisted Ballad (2008), pour quatuor à cordes
- Grazioso! (2009), pour petit ensemble
- Five Processionals (2009), pour clarinette, violon, violoncelle et piano
- GG (2010), pour violoncelle et percussion
- Three for Two (2010), pour quatuor avec piano
- Amelia's March (2010), pour petit ensemble
- Silem (2010), pour trompette et grand big band
- Undance (2011), pour ensemble

### Orchestre
- Night Dances (1981), pour quintette à cordes en coulisses, groupe solistes et orchestre
- Three Screaming Popes (1988–89)
- Some Days (1989), cycle de mélodies pour mezzo-soprano et orchestre
- Momentum (1990–1991)
- Drowned Out (1992–1993)
- Your Rockaby (1992–93), pour saxophone soprano et orchestre
- Dispelling the Fears (1994–1995), pour deux trompettes et orchestre
- Scorched (1996–2001), pour trio de jazz et orchestre
- Still Sleeping (1997)
- Evening Songs (1998)
- Silent Cities (1998)
- About Time (1999–2000), pour ensemble et orchestre de chambre sur instruments anciens
- Another Set To (1999–2000), concerto pour trombone et orchestre
- A Quick Blast (2000), pour orchestre à vents, cuivres et percussion
- Dark Crossing (2000), pour orchestre de chambre
- Etudes and Elegies (2000–2002)
- Four-Horned Fandango (2000), pour quatre cors et orchestre
- On Opened Ground (2000–2001), concerto pour alto et orchestre
- Uninterrupted Sorrow (2000–2001)
- Fractured Lines (2001), double concerto pour deux percussions et orchestre
- When I Woke (2001), pour baryton et orchestre de chambre
- A Quiet Life (2002), pour orchestre à cordes
- A Man Descending (2003), pour saxophone ténor et orchestre de chambre
- Riffs and Refrains (2003), concerto for clarinette et orchestre
- Scherzoid (2003–04)
- A Soothing Interlude (2004), pour trombone et orchestre
- From the Wreckage (2004), concerto pour trompette et orchestre
- Yet Another Set To (2004), concerto pour trombone et orchestre
- Ceres (2005)
- Hidden Love Song (2005), pour saxophone soprano et orchestre de chambre
- Juno (2005)
- Lullaby for Hans (2005), pour orchestre à cordes
- Three Asteroids (2005)
- The Torino Scale (2005)
- From All Sides (2005–06)
- A Prayer Out of Stillness (2007), symphonie concertante pour contrebase (doublé par une guitare basse) et orchestre à cordes
- Chicago Remains (2007)
- Five Views of a Mouth (2007), concerto pour flûte et orchestre
- Mambo, Blues and Tarantella (2007), concerto pour violon et orchestre
- Texan Tenebrae (2009)
- Hammered Out (2010)
- Canon Fever (2012), création lors de la nuit d'ouverture des BBC Proms 2012.
- Frieze (2013) commande de la BBC, de la Royal Philharmonic Society et du New York Philharmonic

### Ballets
- From All Sides (2005–06)
- L'Anatomie de la sensation (2011)
- Undance (2011)
- Trespass (2012)

### Vocales
- Lament for a Hanging Man (1983), pour soprano et ensemble
- Some Days (1989), cycle de mélodies pour mezzo-soprano et orchestre
- Greek Suite (1989), pour mezzo-soprano, ténor et ensemble
- The Torn Fields (2000–2002), cycle de mélodies pour baryton et grand ensemble
- When I Woke (2001), cycle de mélodies pour baryton et orchestre
- Two Baudelaire Songs (2003–04), pour soprano et ensemble
- About Water (2006), pour chanteur de jazz ; soprano, mezzo-soprano, ténor, basse ; septuor et grand ensemble
- A Constant Obsession (2007), cycle de mélodies pour ténor et ensemble
- Bellamy (2008), pour contreténor et harpiste chanteuse

### Chorales
- The Game Is Over (2001–2002), pour chœur S.A.T.B. et orchestre
- A Relic of Memory (2003), pour chœur S.A.T.B. et orchestre
- Calmo (2003), pour chœur a cappella S.A.T.B. et cloches
- Two Fanfares and a Lament (2003), pour chœur S.A.T.B. et grand ensemble
- Christmas Night (2006), pour chœur S.A.T.B. et piano
- Claremont Carol (2006), pour chœur pour voix aiguës et piano ou orgue
- Miserere Nobis (2006), pour chœur a cappella S.A.T.B.

### Opéras
| Titre                   | Genre            | Parties           | Livret                                                               | Création        | Lieu                                            |
| ----------------------- | ---------------- | ----------------- | -------------------------------------------------------------------- | --------------- | ----------------------------------------------- |
| Greek                   | opéra            | 2 actes, 90 min   | le compositeur et Jonathan Moore, d'après la pièce de Steven Berkoff | 17 juin 1988    | Biennale de Munich                              |
| Twice Through the Heart | scène dramatique | 3 parties, 30 min | Jackie Kay                                                           | 16 juin 1997    | Festival d'Aldeburgh                            |
| Country of the Blind    | opéra de chambre |                   |                                                                      | 16 juin 1997    | Festival d'Aldeburgh                            |
| The Silver Tassie       | opéra            | 4 actes, 120 min  | Amanda Holden, d'après la pièce de Seán O'Casey                      | 16 février 2000 | English National Opera                          |
| Anna Nicole             | opéra            | 2 actes, 120 min  | Richard Thomas                                                       | 17 février 2011 | Royal Opera House, Londres                      |
| Festen                  | Opéra            |                   | Lee Hall                                                             | 11 février 2025 | Royal Ballet and Opera - Covent Garden. Londres |

### Autres
- Anthem par Peter Erskine, éd. Turnage (1996), pour trio de jazz et orchestre de chambre
- Sur le disque Music to Hear (Black Box, BBM 1065, 2001)[5] :
  - Two Memorials (1997–2001)
  - An Invention on "Solitude" (1997–98, rév. 1999)
  - Sleep On (1992)
  - Cortège for Chris
  - Two Elegies Framing a Shout (1994)
  - Three Farewells (1990)
  - Tune for Toru (1995–1999)